# Corella parallelogramma
Corella parallelogramma is een zakpijpensoort uit de familie van de Corellidae. De wetenschappelijke naam van de soort werd in 1776, als Ascidia parallelogramma, voor het eerst geldig gepubliceerd door Otto Friedrich Müller.

## Beschrijving
Deze rechthoekige zakpijp is zijdelings afgeplat met een dunne, transparante mantel. Corella parallelogramma is 30-50 mm hoog en 20-30 mm breed. De vertakte kieuwzak en darm zijn duidelijk zichtbaar. De vertakte zak is meestal gemarkeerd met gele en/of rode pigmentvlekken die in een kruiselings patroon voorkomen. De darm bevindt zich rechts van de kieuwzak. De L-vormige darm kan worden gezien als een grijze buis die langs de basis en langs de zijkant van het lichaam naar de atriale sifo loopt. De gonaden (geslachtsklieren) bevinden zich voor in of rond de darmlus. De atriale sifo (uitstroomopening) is meestal kort, maar bij sommige exemplaren kan erg lang zijn. De orale sifo's (instroomopeningen) hebben rode oogvlekken (ocelli). Deze soort hecht zich via een klein deel van zijn basis aan de ondergrond.

## Leefomgeving
Corella parallelogramma kan worden gevonden in een breed scala aan leefomgevingen, van ondiep water tot een diepte van 200 meter. Het groeit op rotsen, schelpen, stenen etc. C. parallelogramma lijkt van een behoorlijke hoeveelheid waterbeweging te houden en komt dus voor op plaatsen met vrij sterke stroming of deining.